# Erzbistum Cartagena
Das Erzbistum Cartagena (lat.: Archidioecesis Carthaginensis in Columbia, span.: Arquidiócesis de Cartagena) ist eine in Kolumbien gelegene römisch-katholische Erzdiözese mit Sitz in Cartagena. 

## Geschichte

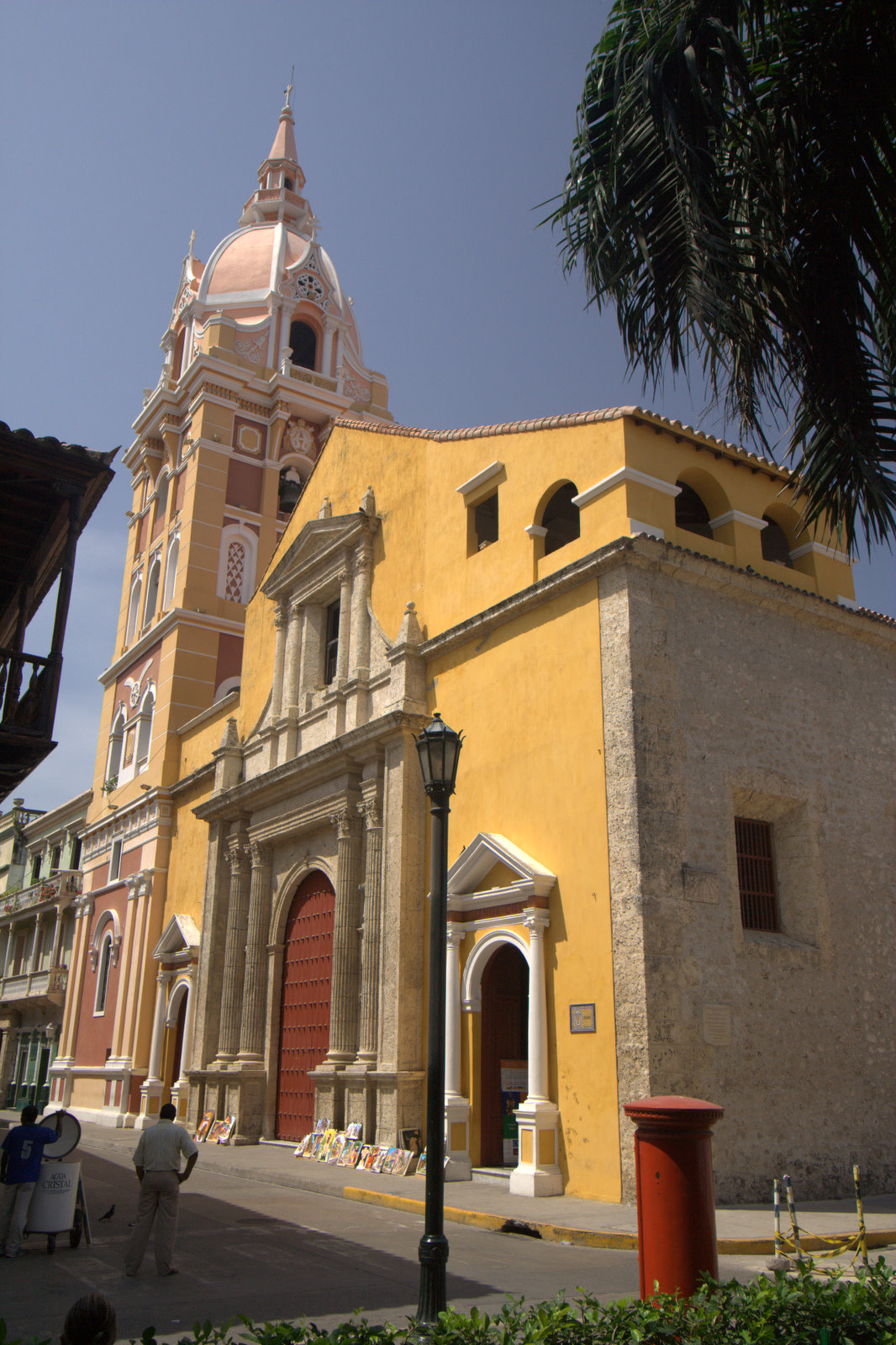
Kathedrale Santa María in Cartagena

Das Erzbistum Cartagena wurde am 24. April 1534 durch Papst Clemens VII. aus Gebietsabtretungen des Bistums Panamá als Bistum Cartagena errichtet. Es wurde dem Erzbistum Sevilla als Suffraganbistum unterstellt. Am 22. März 1564 wurde das Bistum Cartagena dem Erzbistum Santafé en Nueva Granada als Suffraganbistum unterstellt. Das Bistum Cartagena gab am 31. August 1804 Teile seines Territoriums zur Gründung des Bistums Antioquía ab.
Am 20. Juni 1900 wurde das Bistum Cartagena durch Papst Leo XIII. zum Erzbistum erhoben. Das Erzbistum Cartagena gab am 20. Juni 1912 Teile seines Territoriums zur Gründung der Mission sui juris San Andrés y Providencia ab. Weitere Gebietsabtretungen erfolgten am 12. Juni 1924 zur Gründung der Apostolischen Präfektur Sinú, am 7. Juli 1932 zur Gründung des Bistums Barranquilla und am 20. November 1954 zur Gründung des Bistums Montería. Am 25. April 1969 gab das Erzbistum Cartagena Teile seines Territoriums zur Gründung der Bistümer Magangué und Sincelejo ab.

## Ordinarien

### Bischöfe von Cartagena
- Jerónimo de Loayza OP, 1537–1541, dann Bischof von Lima
- Francisco de Santa María Benavides Velasco OSH, 1541–1550, dann Bischof von Mondoñedo
- Gregorio de Beteta OP, 1552–1556
- Juan Simancas Simancas, 1561–1570
- Pedro Arévalos OSH, 1571–1572
- Dionisio de Santos OP, 1574–1577
- Juan Montalvo OP, 1578–1586
- Antonio de Hervias OP, 1587–1590
- Juan de Labrada, 1597–1613
- Pedro Vega, 1614–1617
- Diego Torres Altamirano OFM, 1617–1621
- Francisco Sotomayor OFM, 1623, dann Bischof von Quito
- Luis Córdoba Ronquillo OSsT, 1630–1640, dann Bischof von Trujillo
- Cristóbal Pérez Lazarraga y Maneli Viana OCist, 1640–1649
- Francisco Rodríguez de Valcárcel, 1649–1651
- Antonio Sanz Lozano, 1659–1681, dann Erzbischof von Santafé en Nueva Granada
- Miguel de Benavides y Piedrola, 1681–1712
- Antonio María Casiani OSBas, 1714–1717
- Juan Francisco Gómez Calleja, 1720–1725, dann Bischof von Popayán
- Manuel Antonio Gómez de Silva, 1726–1728, dann Bischof von Popayán
- Juan Francisco Gómez Calleja, 1728–1729
- Gregorio de Molleda y Clerque, 1729–1740, dann Bischof von Trujillo
- Diego Martínez Garrido OS, 1741–1746
- Bernardo de Arbizu y Ugarte, 1746–1751, dann Bischof von Trujillo
- Bartolomé de Narváez y Berrio, 1751–1754
- Jacinto Aguado y Chacón, 1754–1755, dann Bischof von Arequipa
- Manuel Sosa Betencourt, 1755–1765, dann Bischof von Santafé en Nueva Granada
- Deigo Bernardo de Peredo y Navarrete, 1765–1772, dann Bischof von Yucatán
- Agustín de Alvarado y Castillo, 1772–1775, dann Erzbischof von Santafé en Nueva Granada
- Blas Manuel Sobrino y Minayo, 1775–1776, dann Bischof von Quito
- José Fernández Díaz de la Madrid OFM, 1777–1792, dann Bischof von Quito
- Miguel Álvarez Cortés, 1792–1795, dann Bischof von Quito
- Jerónimo Gómez de Liñán de la Borda, 1796–1805
- Custodio Angel Díaz Merino OP, 1806–1815
- Gregorio Rodríguez Carrillo OSBas, 1816–1828
- Juan Fernández de Sotomayor Picón, 1834–1849
- Pedro Antonio Torres, 1850–1855, dann Bischof von Popayán
- Bernardino Medina y Moreno, 1856–1877
- Juan Nepomuceno Rueda, 1877–1878
- Manuel Cerón, 1879–1880
- Eugenio Biffi PIME, 1882–1896
- Pietro-Adamo Brioschi PIME, 1898–1900

### Erzbischöfe von Cartagena
- Pietro-Adamo Brioschi PIME, 1900–1943
- José Ignacio López Umaña, 1943–1974
- Rubén Isaza Restrepo, 1974–1983
- Carlos José Ruiseco Vieira, 1983–2005
- Jorge Enrique Jiménez Carvajal CIM, 2005–2021
- Francisco Javier Múnera Correa IMC, seit 2021